# Новоданилівська сільська рада (Якимівський район)
| Новоданилівська сільська рада — колишній орган місцевого самоврядування у Якимівському районі Запорізької області з адміністративним центром у с. Новоданилівка. Водоймища на території, підпорядкованій даній раді: р. Великий Утлюк. Сільській раді підпорядковані населені пункти: - с. Новоданилівка - с. Велика Тернівка - с. Ганнівка - с. Єлизаветівка - с. Семихатки |

## Склад ради
Рада складається з 20 депутатів та голови.

### Керівний склад ради
| ПІБ                        | Основні відомості                                                 | Дата обрання | Дата звільнення |
| -------------------------- | ----------------------------------------------------------------- | ------------ | --------------- |
| Данилюк Володимир Іванович | Сільський голова, 1955 року народження, освіта                    | 26.03.2006   | 31.10.2010      |
| Данилюк Володимир Іванович | Сільський голова, 1955 року народження, освіта вища, безпартійний | 31.10.2010   |                 |

Примітка: таблиця складена за даними джерела